# Kubilay Türkyilmaz
Kubilay Türkyilmaz (* 4. března 1967 Bellinzona) je švýcarský bývalý fotbalista.

## Hráčská kariéra
Kubilay Türkyilmaz hrál jako útočník za AC Bellinzona, Servette, Boloňu, Galatasaray, Grasshopper Club Zürich, FC Locarno, FC Luzern, Brescia Calcio a FC Lugano.
Za Švýcarsko hrál 62 zápasů a dal 34 gólů. Byl na ME 1996. V počtu gólů vyrovnal Maxe Abegglena. Jejich rekord překonal Alexander Frei v roce 2008.

## Úspěchy
Galatasaray
- Süper Lig: 1993–94

Grasshopper
- Super League: 1995–96, 1997–98